# Аманда Мішалка

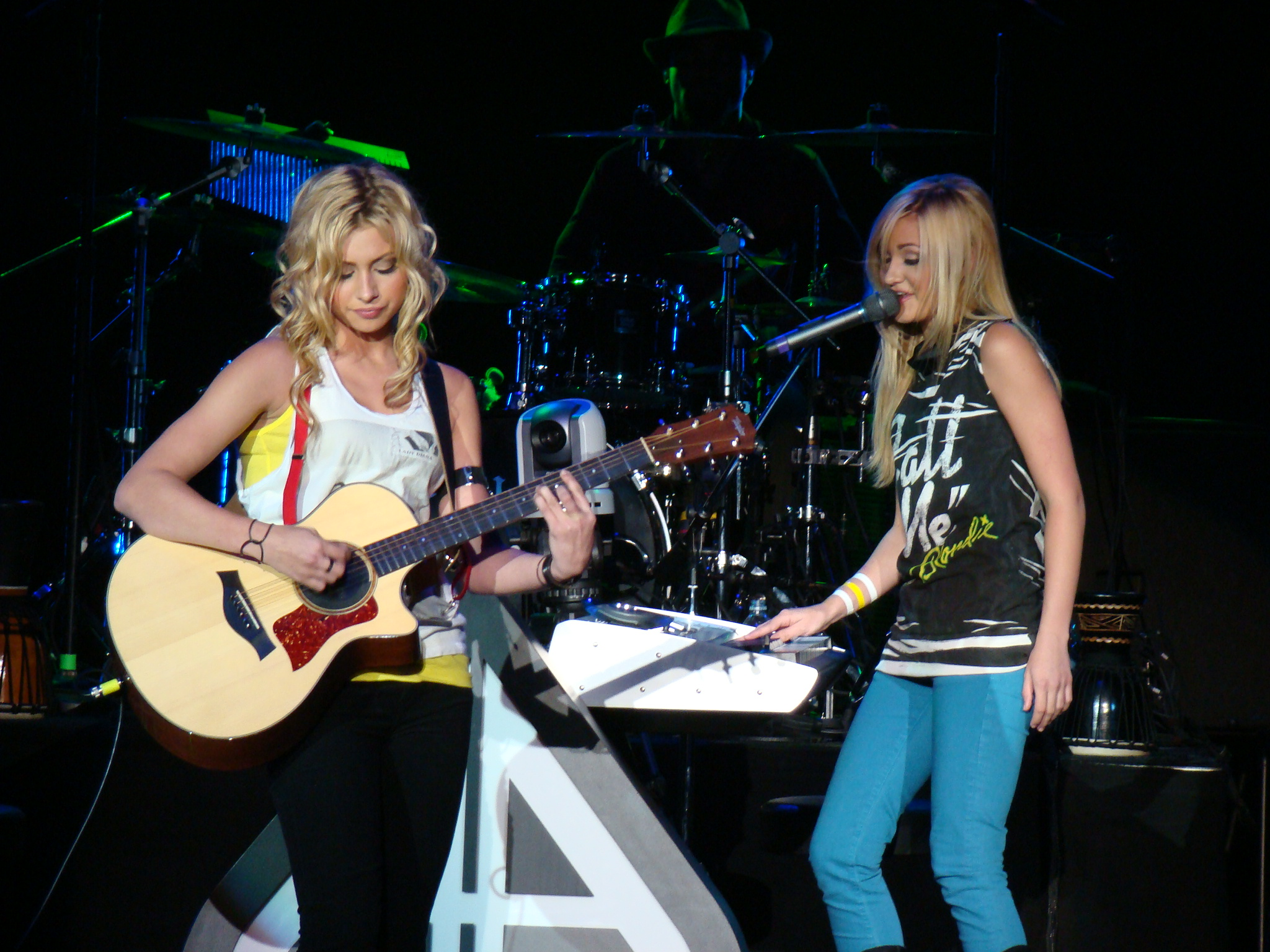
Елісон та ЕйДжі Мічалка

Аманда Джой Мішалка (англ. Amanda Joy Michalka, /miːˈʃɑːkə/ mee-SHAH-kə, нар. 10 квітня 1991, Торренс, Каліфорнія, США) більше відома як AJ — американська акторка, авторка пісень, співачка та піаністка. Вона хотіла стати моделлю, до того, як стала акторкою і відома, як учасниця дуету Aly & AJ зі своєю сестрою Елісон Мішалка.

## Раннє життя
Мішалка народилася в Торренсі, штат Каліфорнія, і є молодшою сестрою актриси й музикантки Елісон Мішалки. Її батько, Марк, володіє підрядною компанією, а мати, Керрі, — музикантка, виступала з християнським рок-гуртом «JC Band». Її батьки розлучені. У дитинстві вона недовго жила в Сіетлі та Мілвокі. І вона, і її сестра відвідували початкову школу Мак. Вона грає на фортепіано з шести років і почала грати на гітарі в ранньому віці. Вона почала виступати з п'яти років, здебільшого у церковних постановках. Вона була вихована як християнка і частину свого дитинства була на домашньому навчанні. У молодості Мішалка брала участь у кількох музичних постановках у своїй школі в Мілвокі.

## Кар'єра
Вона грає на різних інструментах, таких як акустична гітара, електрогітара та фортепіано. Вона була моделлю для каталогів. У 2006 році вона дебютувала на каналі Disney Channel в оригінальному фільмі «Красуні в молоці» в ролі Кортні Каллум, разом із сестрою Елі в ролі Тейлор Каллум. Вона також з'являлася в таких серіалах, як «Олівер Бін», «Клієнт завжди мертвий», «Захисник» і «Головний госпіталь». Разом із сестрою вона знялася у фільмі MTV «Солодкі 16: Фільм».
У 2009 році вона знялася у фільмі Пітера Джексона «Милі кістки», який вийшов у широкий прокат 15 січня 2010 року.
З 2009 по 2013 рік Мішалка та її сестра виступали як музичний дует 78violet. У 2015 році вони вирішили змінити назву на «Aly and AJ». Вона отримала роль повторюваного персонажа в серіалі «Пекельна підтримка» на каналі CW з Ешлі Тісдейл та її сестрою Елі Мішалкою в головних ролях. Серіал проіснував один сезон і був закритий у травні 2011 року.
Мішалка з'явилася у фільмі «Супер 8» 2011 року, режисера Дж. Дж. Абрамса.
Її першою зірковою роллю на великому екрані стала головна героїня фільму «Грейс акустична» 2013 року.
З 2013 року Мішалка мала постійну роль у ситкомі «Ґолдберги» на каналі ABC у ролі Лейні Льюїс, найкращої подруги головної героїні Еріки Ґолдберг і колишньої дівчини брата Еріки, Баррі. У травні 2015 року було оголошено, що вона стала постійною акторкою третього сезону серіалу. Вона також зіграла персонажа Лейні в головній ролі у спін-оффі серіалу «Олд Скул», який тривав два сезони.
Мішалка озвучила персонажа Стівоні у «Стівен Юніверс», який є поєднанням головного героя Стівена та його найкращої подруги Конні. У липні 2014 року вона разом із сестрою знімали драму без назви в Лорел-Каньйоні, Каліфорнія. Режисером і сценаристом фільму виступив чоловік Елі, Стівен Рінгер. Мішалка була однією з продюсерів фільму разом зі своєю сестрою та Рінгером, а також брала участь у кастингу. У травні 2015 року було оголошено, що прем'єра фільму «Weepah — шлях зараз» відбудеться на кінофестивалі в Лос-Анджелесі 16 червня 2015 року. Фільм вийшов на DVD, iTunes та інших стрімінгових платформах у червні 2016 року.
У 2024 році Мішалка брала участь у дванадцятому сезоні «Співака в масці» як «Полуничне тістечко», а Гейлі Оррантія (яка була в сьомому сезоні як «Майстер рингу») була її Амбасадором-маскою. Вона вибула у півфіналі та посіла третє місце. Мішалка також робила натяки на свого племінника та майбутній альбом Aly & AJ.

## Особисте життя
У 2006 році Мішалка зустрічалася з актором і музикантом Джо Джонасом. Вона підтвердила, що пісня її дуету «Flattery» була написана про нього.
З серпня 2017 року Мішалка зустрічається з актором Джошем Пенсом.

## Фільмографія
| Рік       |    | Українська назва             | Оригінальна назва                  | Роль            |
| --------- | -- | ---------------------------- | ---------------------------------- | --------------- |
| 2002      | с  | Пристрасть                   | Passions                           | донька Шерідан  |
| 2002      | с  | Хижі птахи                   | Birds of Prey                      | юна Дайна Ланс  |
| 2002—2004 | с  | Захисник                     | The Guardian                       | Шеннон Гресслер |
| 2003—2004 | с  | Олівер Бін                   | Oliver Beene                       | Бонні           |
| 2004      | с  | Головний госпіталь           | General Hospital                   | Ешлі Б.         |
| 2004      | с  | Клієнт завжди мертвий        | Six Feet Under                     | Ешлі            |
| 2005      | тф |                              | Kitty’s Dish                       | Кітті           |
| 2006      | тф | Красуні в молоці             | Cow Belles                         | Кортні Каллум   |
| 2006      | тф |                              | Haversham Hall                     | Сем Тіллар      |
| 2007      | тф | Солодкі 16: Фільм            | Super Sweet 16: The Movie          | Сара Коннорс    |
| 2009      | ф  | Милі кістки                  | The Lovely Bones                   | Кларисса        |
| 2010      | ф  |                              | Slow Moe                           | Емілі           |
| 2010      | ф  | Чемпіон                      | Secretariat                        | Кейт Твіді      |
| 2011      | ф  | Супер 8                      | Super 8                            | Джен            |
| 2011      | с  | Пекельна підтримка           | Hellcats                           | Дейдра Перкінс  |
| 2011      | тф | Жорстокі ігри                | Salem Falls                        | Джилліан Дункан |
| 2013      | ф  | Грейс акустична              | Grace Unplugged                    | Грейс Трей      |
| 2014—2023 | с  | Ґолдберги                    | The Goldbergs                      | Лейні Льюїс     |
| 2014      | с  | Мотив                        | Motive                             | Емілі Вільямс   |
| 2014      | с  | Кремнієва долина             | Silicon Valley                     | Шарлотта        |
| 2014      | тф | Чекаючи на амішів            | Expecting Amish                    | Ханна Йодер     |
| 2015      | ф  | Weepah — шлях зараз          | Weepah Way for Now                 | Джой            |
| 2015—2019 | мс | Стівен Юніверс               | Steven Universe                    | Стівоні         |
| 2016      | ф  | Ісус у ковбойських черевиках | Angels in Stardust                 | Веллі Сью       |
| 2017      | ф  | Брудна брехня                | Dirty Lies                         | Тіффані         |
| 2017      | ф  | Зіниця ока                   | Apple of My Eye                    | Кай             |
| 2018      | ф  | Підтримайте дівчат           | Support the Girls                  | Кріста          |
| 2018—2020 | мс | Ші-Ра і могутні принцеси     | She-Ra and the Princesses of Power | Кетра           |
| 2019—2020 | с  | Олд скул                     | Schooled                           | Лейні Льюїс     |
| 2022      | тф | Рей Донован: Фільм           | Ray Donovan: The Movie             | юна Еббі        |
| 2022      | с  | Хороший лікар                | The Good Doctor                    | Неллі Данн      |

## Дискографія
| Рік  | Пісня | Альбом або фільм                              |
| ---- | --- | --------------------------------------------- |
| 2010 | «It's Who You Are» | Чемпіон                                       |
| 2013 | «All I've Ever Needed» | Грейс акустична                               |
| 2013 | «Desert Song» | Грейс акустична                               |
| 2013 | «You Never Let Go» | Грейс акустична                               |
| 2013 | «Misunderstood» | Грейс акустична                               |
| 2017 | «Here Comes a Thought» (з Estelle)                                                                                            | Steven Universe, Vol. 1 (Original Soundtrack) |
| 2017 | «Tom Sawyer» (з Гейлі Оррантіа)                                                                                               | The Goldbergs Mixtape                         |
| 2017 | «Eternal Flame» (з Гейлі Оррантіа)                                                                                            | The Goldbergs Mixtape                         |
| 2017 | «Walking on Sunshine» (з Гейлі Оррантіа)                                                                                      | The Goldbergs Mixtape                         |
| 2018 | «We Deserve to Shine» (з Заком Каллісоном, Грейс Ролек, Estelle, Діді Магно Голл, Мікаелою Дітц, Шарлін Ї та Ерікою Латтрелл) | -                                             |
| 2019 | «Escapism» (з Заком Каллісоном і Грейс Ролек)                                                                                 | Steven Universe, Vol. 2 (Original Soundtrack) |
| 2020 | «Warriors» | The Music of She-ra                           |

## Нагороди та номінації
| Рік  | Премія                        | Категорія                                                                           | Номінація           | Результат |
| ---- | ----------------------------- | ----------------------------------------------------------------------------------- | ------------------- | --------- |
| 2006 | American Music Awards         | Улюблений сучасний надихаючий артист                                                | Into the Rush       | Номінація |
| 2014 | Movieguide Awards             | Найбільш надихаюче виконання ролі в кіно                                            | Грейс акустична     | Перемога  |
| 2015 | Кінофестиваль у Напі          | Спеціальна відзнака журі — Акторська робота в лаунж-фільмі (спільно з Елі Мішалкою) | Weepah — шлях зараз | Перемога  |
| 2017 | Behind the Voice Actor Awards | Найкраще жіноче вокальне виконання в телевізійному серіалі в гостьовій ролі         | Стівен Юніверс      | Перемога  |